# Gérard Feldzer
 (octobre 2024).
 (février 2020).
Gérard Paul Alain Feldzer est un ingénieur et pilote de ligne français, consultant et vulgarisateur en aéronautique, transports et environnement, né le 10 février 1944 à Aurec-sur-Loire (Haute-Loire).
En tant que consultant, il intervient notamment auprès de BFM TV et France Info.
Il est membre de l’Académie de l'air et de l'espace depuis 2000, président honoraire de l´Aéro-Club de France.
Il est aussi chroniqueur à France Info (chronique des transports :  Transportez-moi) depuis 2009, coproducteur et chroniqueur du magazine télévisé Transportez-moi sur LCP depuis 2011, chroniqueur depuis 2019 du « billet vert » puis du « billet sciences » tous les samedis et dimanches sur France Info.
Il est président depuis mai 2019 de l'association Aviation sans frontières, président-fondateur de la société CARWATT depuis 2015, qui transforme des véhicules diesel en véhicules électriques.
Il est vice-président cofondateur de Zebunet, association de développement à travers le micro-crédit pour les paysans pauvres (dans les pays suivants : Vietnam, Madagascar, Burkina Faso, Niger, Mauritanie, Sénégal, Togo). 
Il est aussi vice-président fondateur de l'association "a Tree for You" qui opère des projets de plantations d'arbres en France et dans monde, pour répondre aux trois défis majeurs du 21ème siècle : la réduction des inégalités sociales, la perte de biodiversité, et le changement climatique. 
Il est vice-président fondateur du think-tank "Futura Mobility" qui réunit les directeurs de l'innovation des acteurs du transport pour imaginer et partager les transformations nécessaires des mobilités d'ici à 2050 dans le but de respecter les limites planétaires et d'accroître le bénéfice sociétal.

## Biographie
Gérard Feldzer est né à Aurec-sur-Loire le 10 février 1944 ; son père Vadim, né à Kiev (Ukraine), se tue accidentellement le 24 août 1944 et est inhumé au cimetière du Père-Lachaise. Il est le neveu de Constantin Feldzer, ancien pilote de chasse au Normandie-Niemen et Compagnon de la Libération. Gérard Feldzer est pilote à la compagnie STA en Algérie (1973-1974) puis à la « Postale » de nuit (1974-1976). À Air France, il est pilote sur Caravelle, Boeing 707 et 747, commandant de bord (1989-1992) puis commandant de bord instructeur (1992-2004) d'Airbus A310, A340, A330. Il totalise environ 20 000 heures de vol.

### Aventurier
En 1985, il pose sa candidature comme astronaute au Centre national d'études spatiales (CNES) et fait partie des dix finalistes. En février-mars 1993, Nicolas Hulot et Gérard Feldzer tentent la traversée de l'Atlantique depuis l'Espagne en dirigeable à pédales. Cette tentative échoue après 2 500 km, non loin des îles du Cap vert,,. Ils seront les pionniers du vol aéro-maritime en voilier des airs sur Zeppy 2 en 1992.

### Vie sociale et politique
Il est président de l'Aéro-Club de France de 1995 à 2005, pour le centenaire duquel il organise une grande exposition d'avions à Paris sur les Champs-Élysées.
De 2005 à août 2010, Gérard Feldzer est directeur du musée de l'Air et de l'Espace au Bourget, au sein duquel il réalise de nombreuses animations et créations dont Planète pilote, le premier[réf. nécessaire] espace au monde consacré aux 6 à 12 ans.
Depuis 2001, il est cofondateur et vice-président de l'association Zebunet (micro-crédit à l'élevage pour les paysans pauvres du Sud). Il est également fondateur de l'association Les ailes de la ville (formation-insertion des jeunes des banlieues au travers de la réhabilitation et de la construction d'avions). Fondateur et président de l'association Transports passion, il organise chaque année depuis 2005 des rencontres, expositions et animations sur l'écomobilité. Il est également auteur-réalisateur de séries pour la télévision : Le Bar de l'escadrille, Un ticket pour l'espace, Les allumés du sport... et auteur d'un livre Demain, je serai pilote, et d'une auto biographie Si tu peux...vas-y ! publiée en 2016 chez XO Éditions.
C’est un ami et proche de Nicolas Hulot.

Conseiller régional d'Île-de-France sur la liste Europe Écologie (2010-2015), il est à ce titre président du comité régional de tourisme d'Île-de-France (2010-2016), et vice-président de Ports de Paris (2010-2016)

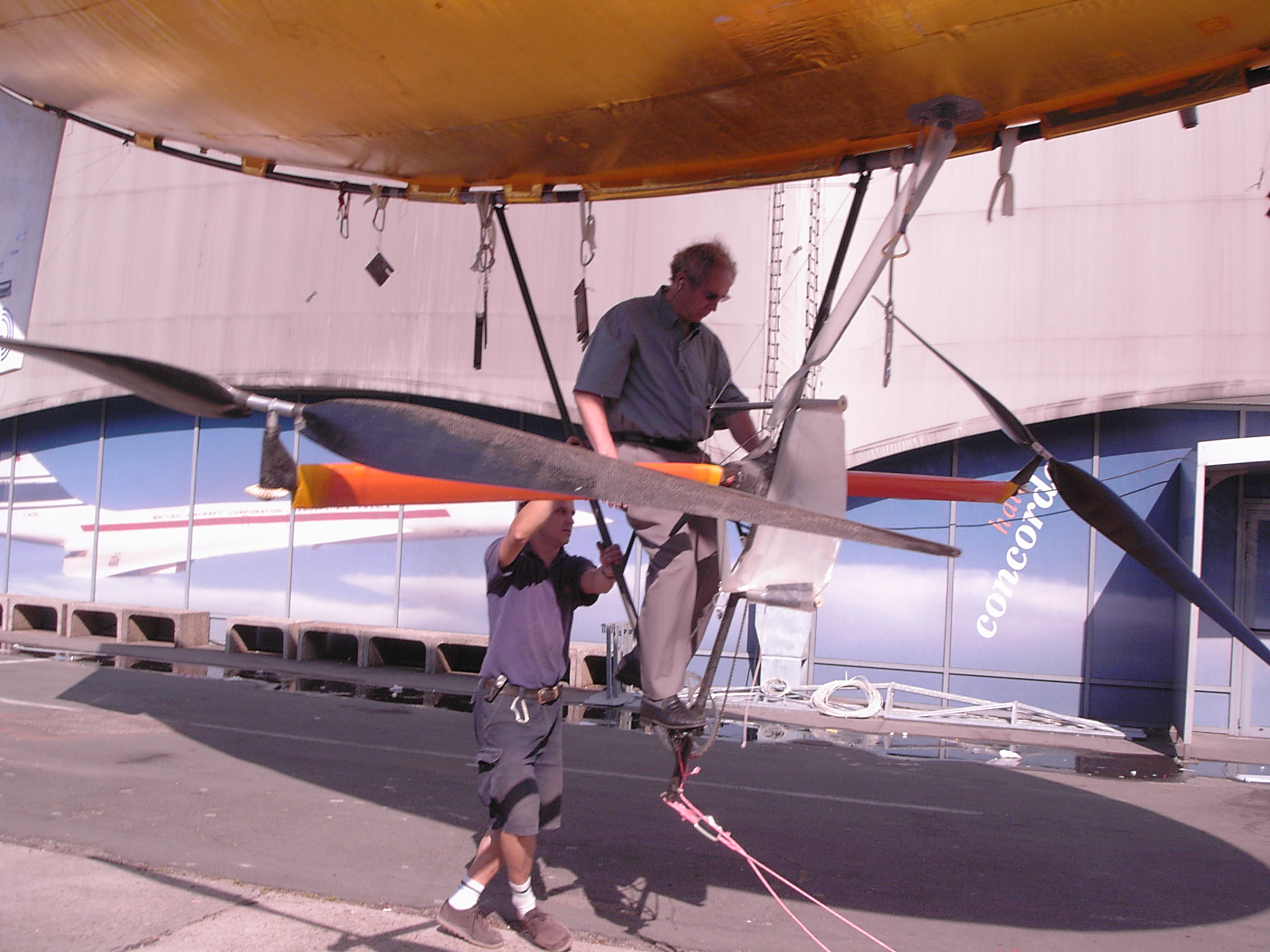
Zeppy en restauration au Bourget Piloté par Gerard Feldzer et Stephane Belgrand Rousson 2005

Le 1er juin 2017, le gouvernement nomme Gérard Feldzer, Michel Badré et Anne Boquet médiateurs chargés de trouver une solution dans le dossier de l'aéroport de Notre-Dame des Landes. Le 2 juin 2017, Bruno Retailleau, président du syndicat mixte aéroportuaire soutenant le projet, demande à Gérard Feldzer de « se retirer » estimant qu'il « est un opposant notoire à Notre-Dame-des-Landes. À partir de là, ce n'est pas un médiateur, c'est un militant ».
En 2019 il est nommé Garant à la CNDP Commission Nationale de Débat public, dans le cadre d'une création d'un nouveau terminal dit T4, dimensionné pour 40 Millions de passagers[Où ?].
En avril 2020, dans le cadre du soutien aux soignants pour endiguer la pandémie de Covid-19, il lance avec l'association Aviation sans frontières un site internet de soutien aux soignants pour les aider à se déplacer gratuitement en avion privé mis à disposition par des partenaires.

### Titres et récompenses
- Commandeur de la Légion d'honneur 29 décembre 2022[17], (Officier le 1er janvier 2012) [18],[19]
- Officier de l'ordre national du Mérite

## Activités médiatiques
Gérard Feldzer est le consultant aéronautique et transports de la chaîne d'information continue BFM TV depuis mars 2014[source secondaire nécessaire].
Il vit dans une péniche aménagée et équipée d'un potager, de panneaux solaires et se sert de l'eau de La Seine, amarrée juste à côté du pont de la Concorde, à Paris.
En 1984 accompagné du chanteur Alain Souchon, ils établissent un record du monde de la traversée de la Manche en avion dans le sens Londres-Paris.
Il tente par deux fois avec Pierre Chabert (CEO de Airstar) en 2011 et 2013 une traversée de la Manche avec un ballon dirigeable de forme lenticulaire propulsé par une motorisation électrique,.